# A Limited Edition of Yumi Shizukusa
『A Limited Edition of Yumi Shizukusa』（ア・リミテッド・エディション・オブ・シズクサ・ユミ）は、滴草由実の会場限定アルバム。

## 解説
- 本作はデビュー10周年記念ライブツアー『＃10 story LIVE』の会場限定CDである。
- CDジャケットは、滴草由実本人デザインされたものである[1]。
- 未発表音源4曲と、DJ HASEBEによる「Dreaming」のリミックスが収録されている。

## 収録曲
1. Dreaming - DJ Hasebe Remix
作詞・作曲:滴草由実
2. REBORN
作詞・作曲:滴草由実 track by Xtra Jam
3. Open my heart
作詞・作曲:滴草由実 track by Xtra Jam
  - 2013年2月にSoundCloudで発表された曲[2]。
4. すれ違う想い
作詞・作曲:滴草由実 track by T-4
5. Dirty
作詞・作曲:滴草由実 track by T-4